# A szeretet ünnepén
A szeretet ünnepén Szekeres Adrien negyedik szólólemeze, amely 2008. november 17-én jelent meg a Magneoton / mTon kiadó gondozásában. A lemezen találhatók tradicionális, klasszikus ünnepi dalok és saját, új dalok is. A lemez zenei producere és zeneszerzője Kiss Gábor. A lemez címadó dalának szövegét Adrien írta.

## Számok
| #   | Cím                  | Hossz |
| --- | -------------------- | ----- |
| 1.  | Csendes éj           |       |
| 2.  | Száncsengő csilingel |       |
| 3.  | A szeretet ünnepén   |       |
| 4.  | Kiskarácsony         |       |
| 5.  | Mennyből az angyal   |       |
| 6.  | Száncsengő           |       |
| 7.  | Szeretlek igazán     |       |
| 8.  | Angyalok szárnyán    |       |
| 9.  | Elhinném             |       |
| 10. | Ma a Föld ünnepel    |       |
| 11. | Ave Maria            |       |